# Bebelis furcula
Bebelis furcula är en skalbaggsart som först beskrevs av Bates 1880.  Bebelis furcula ingår i släktet Bebelis och familjen långhorningar.
Artens utbredningsområde är:
- Costa Rica.
- Guatemala.
- Honduras.

Inga underarter finns listade.